# MF Bunko J
MF Bunko J (MF文庫J?) es un sello editorial afiliado con la editorial japonesa Media Factory. Se estableció en julio de 2002 y es una etiqueta de novelas ligeras que está dirigido a los jóvenes adultos varones con un enfoque en las parcelas de estilo novela visual y harem comedias románticas.
Los nombres de etiqueta "J" es para "Japón" y "juvenil" tienen un significado.

## Novelas ligeras publicados bajo MF Bunko J

### 0-9
| Título                        | Autor          | Ilustrador | N.º de volúmenes |
| ----------------------------- | -------------- | ---------- | ---------------- |
| 101 Banme no Hyaku Monogatari | Kenji Saitō    | Ryohka     | 8                |
| 0416 & 0417                   | Mariko Shimizu | toi8       | 2                |

### A
| Título                         | Autor               | Ilustrador    | N.º de volúmenes |
| ------------------------------ | ------------------- | ------------- | ---------------- |
| Absolute Duo                   | Takumi Hiiragiboshi | Yuu Asaba     | 5                |
| Amakawa Amane no Hitei Kōshiki | Tetsu Haruma        | Kanae Hontani | 4                |
| Aoba-kun to Uchū-jin           | Shūmei Matsuno      | Chōniku       | 3                |
| Arase Haruka, Yōsha Nashi!     | Masato Kumagai      | Sakana        | 3                |
| Astronoto!                     | Chūgaku Akamatsu    | bomi          | 3                |
| Asobi ni Ikuyo!                | Okina Kamino        | Hōden Eizō    | 18               |
| Avalon                         | Mamoru Oshii        | toi8          | 1                |

### B
| Título                       | Autor         | Ilustrador      | N.º de volúmenes |
| ---------------------------- | ------------- | --------------- | ---------------- |
| Baroque K/Night              | Tetsu Haruma  | Kanae Hontani   | 2                |
| Boku wa Tomodachi ga Sukunai | Hirasaka Yomi | Buriki          | 8                |
| Brigandine in the Wind       | Takeru Koyama | Hinata Katagiri | 2                |

### C
| Título                            | Autor          | Ilustrador      | N.º de volúmenes |
| --------------------------------- | -------------- | --------------- | ---------------- |
| Cat Tail Output!                  | Okina Kamino   | Nishida         | 4                |
| Chocotto Sister: Four seasons     | Gō Zappa       | Sakura Takeuchi | 1                |
| Chi wo kakeru Niji                | Ren'ichi Nanai | Rui Hikarizaki  | 1                |
| Culdcept Sōden: Storm Bring World | Tō Ubukata     | Koban Sameda    | 2                |
| Current Tale                      | Shirou Yayoi   | Ayumu Motoi     | 3                |

### D
| Título           | Autor         | Ilustrador                 | N.º de volúmenes |
| ---------------- | ------------- | -------------------------- | ---------------- |
| Divergence Eve   | Tōru Nozaki   | Toshinari Yamashita et al. | 3                |
| Dragonar Academy | Shiki Mizuchi | Kohada Shimesaba           | 14               |

### F
| Título                      | Autor         | Ilustrador         | N.º de volúmenes         |
| --------------------------- | ------------- | ------------------ | ------------------------ |
| Final Seeker - Rescue Wings | Issui Ogawa   | Nanashiki Yamamoto | 1                        |
| Fushigi Tsukai              | Shin'ya Kasai | URA                | 2                        |
| Fūsui Gakuen                | Natsumidori   | Nagira             | 8 (franquicia) 2 (extra) |
| Fūsui Shōjo                 | Natsumidori   | Sunao Minakata     | 3                        |

### G
| Título                                | Autor               | Ilustrador                | N.º de volúmenes |
| ------------------------------------- | ------------------- | ------------------------- | ---------------- |
| Gad Guard                             | Kyōhei Umoto        | Yoshitsune Izuna          | 4                |
| Gakusen Toshi Asterisk                | Yuu Miyazaki        | Okiura                    | 5                |
| Galgo!!!!!                            | Tomoyasu Higa       | Kei Kawahara              | 2                |
| Gankutsuou: The Count of Monte Cristo | Shūichi Kamiyama    | Hidenori Matsubara et al. | 3                |
| Genten Kaiki Walkers                  | Kisetsu Morita      | Kurehito Misaki           | 2                |
| Gindan no Gunswordia                  | Yukiya Murasaki     | Takahiro Tsurusaki        | 3                |
| Godannar                              | Kyōhei Umoto        | Takahiro Kimura et al.    | 4                |
| Golem Girls                           | Tomokazu Ōkubo      | KEI                       | 2                |
| Gravion Zwei                          | Fumihiko Shimo      | Takehiro Miura et al.     | 2                |
| Green Green                           | Yoshikazu Kuwashima | Kurotama Shōkai           | 3                |
| Gun Princess                          | Madoka Takatono     | Katsumi Enami             | 8                |

### H
| Título                       | Autor            | Ilustrador                                     | N.º de volúmenes |
| ---------------------------- | ---------------- | ---------------------------------------------- | ---------------- |
| Haunted!                     | Yomi Hirasaka    | Yū Katase                                      | 4                |
| Hidan no Aria                | Chūgaku Akamatsu | Kobuichi                                       | 19               |
| Hitokakera                   | Nako Hoshiie     | Warawara Fujiwara                              | 1                |
| Himemiya-san no Naka no Hito | Sōhei Tsukimi    | Ein                                            | 3                |
| Hōkago Login                 | Sow Kamishiro    | Mikako Mikaki                                  | 3                |
| Holy Maiden                  | Jun Hashimoto    | Chiyoko                                        | 2                |
| Hrasvelgr Exceed             | Misou Nanau      | Masato Mutsumi                                 | 4                |
| Hybrid Gakuen                | Oda Kyōdai       | Renga (solamente el 1), Atsushi Suzumi (2 y 3) | 3                |

### I
| Título           | Autor          | Ilustrador | N.º de volúmenes |
| ---------------- | -------------- | ---------- | ---------------- |
| Iconoclast!      | Ichirō Sakaki  | kyō        | 10               |
| Iōjima Gakuen    | Akira Suzuki   | Jiji       | 4                |
| Infinite Stratos | Izuru Yumizuru | Okiura     | 7                |

### J
| Título                | Autor           | Ilustrador   | N.º de volúmenes |
| --------------------- | --------------- | ------------ | ---------------- |
| Jōtō                  | Isao Miura      | Runa         | 8                |
| Junk Force            | Hideki Kakinuma | Eiji Komatsu | 5                |
| Junk Force: from Mars | Hideki Kakinuma | Bijin Happō  | 2                |

### K
| Título                                    | Autor                                                  | Ilustrador                 | N.º de volúmenes     |
| ----------------------------------------- | ------------------------------------------------------ | -------------------------- | -------------------- |
| Kage Kara Mamoru! （"Mamoru the Shadow"） | Tarō Achi                                              | Sai Madara                 | 12                   |
| Kamisama Kazoku                           | Yoshikazu Kuwashima                                    | Suzuhito Yasuda            | 8 (franquicia) 1 (Z) |
| Kamisama no Okiniiri                      | Yasujirō Uchiyama                                      | Taketo Sanada              | 4                    |
| Kämpfer                                   | Toshihiko Tsukiji                                      | Senmu                      | 15                   |
| Kana                                      | Tōru Tamegai                                           | Sōshi Hirose               | 1                    |
| Kannōsha Saki: Net stalker no Wana        | Oda Kyōdai                                             | Hideyuki Takenami          | 1                    |
| Kanojo wa Missile                         | Kō Sudō                                                | Ryūsuke Hamamoto           | 1                    |
| Kanokon                                   | Katsumi Nishino                                        | Koin                       | 14                   |
| Kasou Ryouiki no Elysion                  | Kazuma Jouchi                                          | nauribon                   | 1                    |
| Kaze no Kishi Hime                        | Noboru Yamaguchi                                       | Eiji Usatsuka              | 2                    |
| Kenshin no Keishōsha                      | Yū Kagami                                              | Mikeō                      | 7                    |
| Kimi ga Nozomu Eien                       | Kenji Nojima                                           | Yōko Kikuchi et al.        | 3                    |
| Kiraho Sakurano                           | Sōhei Tsukimi                                          | Nagare Yūryū               | 3                    |
| Kudan no Hanashi wo Shimashōka            | Yasujirō Uchiyama                                      | Asami                      | 1                    |
| Kujibiki Unbalance                        | Michiko Yokote & Friends (1.º), Tatsuya Hamazaki (2.º) | Keito Koume & Kengō Yakumo | 3 (1.º) 2 (2.º)      |
| Kurau Phantom Memory                      | Hiroshi Tominaga                                       | Tomomi Ozaki & toi8        | 2                    |
| Kurayami ni Yagi wo sagashite             | Masaya Hoshika                                         | Sikorsky                   | 3                    |
| Kuro no Strika                            | Ao Jyumonji                                            | Suzuri                     | 5                    |
| Kurukuru Real                             | Naoko Haneda                                           | x6suke                     | 1                    |
| Kyū-Kyū Cute!                             | Kenji Nojima                                           | Kurihito Mutō              | 14                   |

### L
| Título                   | Autor         | Ilustrador   | N.º de volúmenes |
| ------------------------ | ------------- | ------------ | ---------------- |
| Limitress!               | Kō Sudō       | Yayoi Hizuki | 3                |
| Locksmith Karna no Bōken | Sōhei Tsukimi | Ginpachi     | 4                |

### M
| Título                          | Autor               | Ilustrador     | N.º de volúmenes                   |
| ------------------------------- | ------------------- | -------------- | ---------------------------------- |
| Majo no Seitokaichō             | Akira               | Atsushi Suzumi | 2                                  |
| Madan no Ō to Vanadis           | Tsukasa Kawaguchi   | Yoshi☆o        | 8                                  |
| Mage Oblige                     | Yasujirou Uchiyama  | Suzuri         | 1                                  |
| Magical Warfare                 | Hisashi Suzuki      | Lia Luna       | 8                                  |
| Majo Rumika no Akai ito         | Hajime Taguchi      | Kazuoki        | 2                                  |
| Meiyaku no Leviathan            | Jō Taketsuki        | Yūji Nimura    | 2                                  |
| Mikagura Gakuen Kumikyoku       | Last Note           | Akina          | 3                                  |
| Minami-Aoyama Shōjo Book Center | Yoshikazu Kuwashima | Shichimi Koshō | 2                                  |
| Minikui Ahiru no Koi            | Akira               | Akemi Mikoto   | 4                                  |
| MM!                             | Shūmei Matsuno      | QP: flapper    | 10 (y 2 novelas de cuentos aparte) |
| Monocheros no Majō wa ugatsu    | Kōhei Ito           | Mishima        | 3                                  |
| Mushi to Medama                 | Akira               | Mausu Mitsuki  | 6                                  |

### N
| Título                                  | Autor                          | Ilustrador           | N.º de volúmenes |
| --------------------------------------- | ------------------------------ | -------------------- | ---------------- |
| Nagisa Fortissimo                       | Kaya kizaki                    | Kasumi Kirino        | 5                |
| Nanahon Ude no Jessica                  | Kō Kimura                      | Kazuyuki Yoshizumi   | 1                |
| Nanaya Monogatari: DT ibun              | Masaki Wachi                   | Jinroku              | 1                |
| Nekura Shōjo wa Kuromahō de Koi wo suru | Masato Kumagai                 | Elet                 | 5                |
| Necroma                                 | Yomi Hirasaka                  | Jirō                 | 3                |
| Nepenthes                               | Mariko Shimizu                 | toi8                 | 1                |
| Noein                                   | Miya Asakawa                   | Fumio Matsumoto      | 1                |
| No Game No Life                         | Yū Kamiya                      | Yū Kamiya            | 10               |
| Nurse Witch Komugi                      | Ichirō Sakaki & Shinobu Takeno | Akio Watanabe et al. | 2                |

### O
| Título                                         | Autor          | Ilustrador     | N.º de volúmenes |
| ---------------------------------------------- | -------------- | -------------- | ---------------- |
| Ohkoku kara kita Shōnen                        | Okina Kamino   | Mattaku Mōsuke | 1                |
| Onegai Dakara, Ato Gofun!                      | Kyōsuke Sakai  | Ao Kimishima   | 3                |
| Onii-chan dakedo Ai sae Areba Kankeinai yo ne! | Suzuki Daisuke | Uruu Gekka     | 6                |
| Ore to Ichino no Game Dōkōkai Katsudō Nisshi   | Tetsu Haruma   | Kanae Hontani  | 11               |
| Origin: Spirits of the Past                    | Kyōhei Umoto   | Kōji Ogata     | 1                |

### P
| Título               | Autor           | Ilustrador           | N.º de volúmenes |
| -------------------- | --------------- | -------------------- | ---------------- |
| Paracelsus no Musume | Yū Godai        | Mel Kishida          | 7                |
| Part Time Princess   | Sō Kamishiro    | Shūtarō Yamada       | 3                |
| PiPit!!              | Masaki Wachi    | Yūsuke Shiba         | 2                |
| Piyo Piyo Kingdom    | Kō Kimura       | Miho Takeoka         | 3                |
| Princess Maker 4     | Akira Suzuki    | Naoto Tenhiro et al. | 1                |
| Project Minerva      | Hiroya Moriyasu | Itokatsu             | 1                |
| Puipui!              | Natsu Midori    | Namori               | 10               |

### R
| Título                                | Autor            | Ilustrador            | N.º de volúmenes |
| ------------------------------------- | ---------------- | --------------------- | ---------------- |
| RahXephon                             | Hiroshi Ōnogi    | Akihiro Yamada et al. | 6                |
| Re:Zero kara Hajimeru Isekai Seikatsu | Tappei Nagatsuki | Shinichirou Otsuka    | 9 (+2 de Gaiden) |

### S
| Título                                     | Autor          | Ilustrador               | N.º de volúmenes |
| ------------------------------------------ | -------------- | ------------------------ | ---------------- |
| Saishū Agent Chikaru                       | Jun'ichi Ōsako | Rei                      | 1                |
| Sanzensekai no Maō-sama                    | Hiroyuki Ao    | Tsubame Nozomi           | 2                |
| Seiken no Blacksmith                       | Isao Miura     | Runa                     | 10               |
| Seirei Tsukai no Bladedance                | Yū Shimizu     | Hanpen Sakura            | 14               |
| Sekai ga owaru Basho e Kimi wo tsurete iku | Shin'ya Kasai  | Osamu Oya                | 1                |
| Sekai saidai no Kobito                     | Naoko Haneda   | Sunaho Yobe              | 2                |
| Sendō war: Sekai wo uchikudaku mono        | Kenji Ōbayashi | Haru Wamusato            | 1                |
| Shiinamachi-senpai no Anzenbi              | Kenji Saitō    | Carnelian                | 3                |
| Shitsuji na Shitsuji to Testament          | Tetsurō Mikado | Yuki Takano              | 3                |
| Shūen no Shiori                            | Suzumu         | Komine, Saine            | 2                |
| Sōkyū no Megami                            | Akira Suzuki   | Ganpon                   | 2                |
| Sora ni Usagi ga noboru koro               | Yomi Hirasaka  | Hiromu Minato            | 4                |
| Sora to Tsuki no Oh                        | Kei Shimojima  | Ginka                    | 2                |
| Spiritual: Hatarakazaru mono Kū bekarazu   | Yoshiki Hiraya | Kashimami                | 1                |
| Stratos 4                                  | Takeshi Mori   | Noriyasu Yamauchi et al. | 4                |

### T
| Título                             | Autor            | Ilustrador             | N.º de volúmenes |
| ---------------------------------- | ---------------- | ---------------------- | ---------------- |
| Tenbatsu! Angel Rabbie             | Mitsuhiro Yamada | Chisato Naruse         | 1                |
| The King of Braves GaoGaiGar Final | Yūichirō Takeda  | Takahiro Kimura et al. | 2                |
| The SoulTaker                      | Masaki Wachi     | Akio Watanabe et al.   | 2                |
| Tori wa Tori de aru tameni         | Kenji Nojima     | Oxijiyen               | 4                |
| Tsubasa                            | Shunpei Asō      | Kaori Fujita           | 3                |
| Tsurugi no Joō to Rakuin no Ko     | Hikaru Sugii     | Yuni                   | 8                |

### U
| Título                   | Autor                                           | Ilustrador        | N.º de volúmenes |
| ------------------------ | ----------------------------------------------- | ----------------- | ---------------- |
| UFO Ultramaiden Valkyrie | Tasuku Saiga et al. Kaishaku (creador original) | Maki Fujii et al. | 4                |
| Uso                      | Mariko Shimizu                                  | toi8              | 3                |

### V
| Título                | Autor                                      | Ilustrador  | N.º de volúmenes |
| --------------------- | ------------------------------------------ | ----------- | ---------------- |
| Voces de una estrella | Waku Ōba Makoto Shinkai (creador original) | Kō Yaginuma | 1                |

### W
| Título        | Autor       | Ilustrador   | N.º de volúmenes |
| ------------- | ----------- | ------------ | ---------------- |
| Wandaba Style | Kōichi Taki | GotoP et al. | 1                |

### Y
| Título                                       | Autor            | Ilustrador      | N.º de volúmenes |
| -------------------------------------------- | ---------------- | --------------- | ---------------- |
| Yūkyū Tenbōdai no Kai                        | Katsuya Sayazuka | Yasu            | 1                |
| Yōryoku Senkan Terrarium                     | Natsumidori      | Okama           | 3                |
| Yōkoso Jitsuryoku Shijō Shugi no Kyōshitsu e | Syohgo Kinugasa  | Shunsaku Tomose | 15               |

### Z
| Título                                                        | Autor            | Ilustrador    | N.º de volúmenes |
| ------------------------------------------------------------- | ---------------- | ------------- | ---------------- |
| Zero no Tsukaima ("Zero's Familiar" o "The Familiar of Zero") | Noboru Yamaguchi | Eiji Usatsuka | 20               |
| Zero no Tsukaima Gaiden: Tabitha no Bōken                     | Noboru Yamaguchi | Eiji Usatsuka | 3                |